# USS LST-306
O USS LST-306 foi um navio de guerra norte-americano da classe LST que operou durante a Segunda Guerra Mundial.